# عبدل باندائوگو
عبدل باندائوگو (انگلیسی: Abdoul Bandaogo؛ زادهٔ ۳۱ مهٔ ۱۹۹۸) بازیکن فوتبال اهل بورکینافاسو است.
از باشگاه‌هایی که در آن بازی کرده است می‌توان به باشگاه فوتبال دینامو مینسک و باشگاه ورزشی تروفنس اشاره کرد.
وی همچنین در تیم ملی فوتبال بورکینافاسو بازی کرده است.